# マイクロ・エア・ビークル

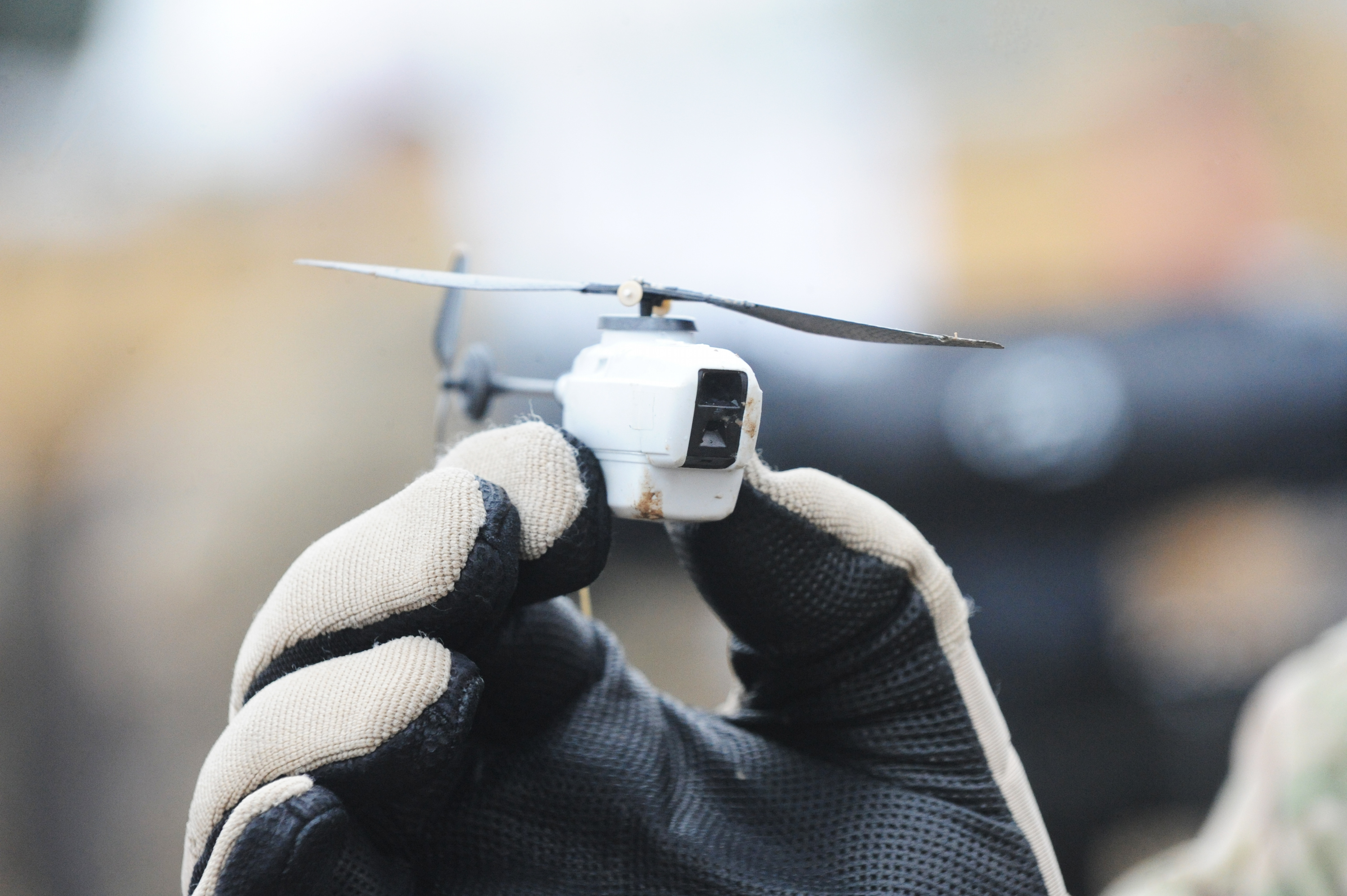
ブラック・ホーネット・ナノ

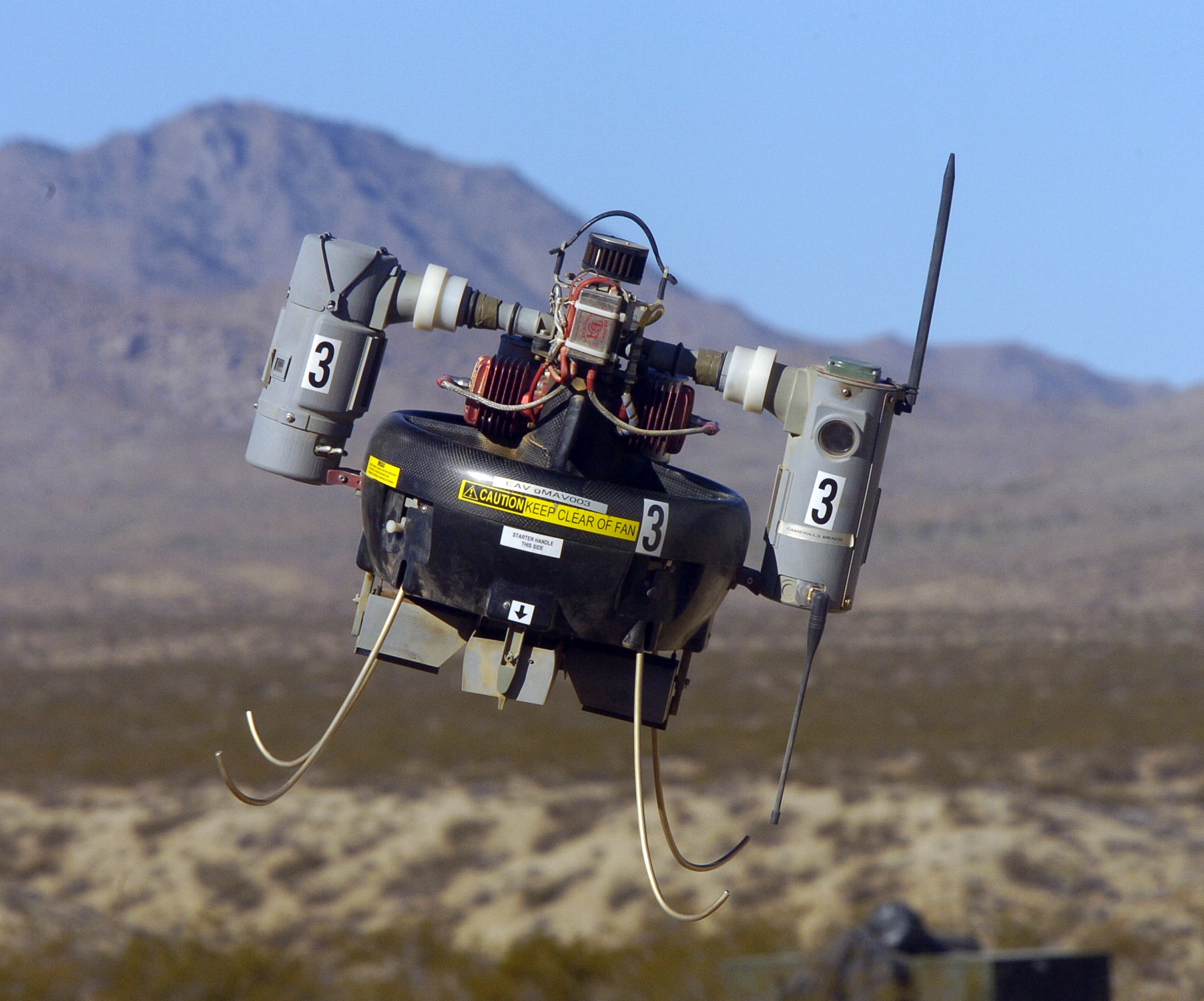
シミュレートされた戦闘エリア上をテスト飛行する超小型無人飛行機（MAV）RQ-16 T-ホーク。

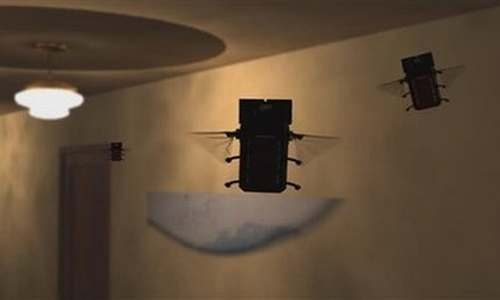
米空軍によって提案された「バンブルビーサイズ」のMAVのシミュレーションスクリーンショット（2008年）

マイクロ・エア・ビークル（英語: Micro air vehicle（ MAV ））、またはマイクロ・エアリアル・ビークル（英語: micro aerial vehicle）は、自主的なサイズ制限の可能性のあるミニチュアUAVクラス。最新の航空機は5cm程の大きさ。開発は、商業、研究、政府、および軍事目的によって推進され、昆虫サイズの航空機が将来期待されると伝えられている。小型航空機は、地上車両がアクセスできない危険な環境の遠隔観測を可能にする。MAVは、空中ロボティクスコンテストや空中写真など趣味の目的で製造されている。

## 実用的な実装
2008年、オランダのデルフト工科大学は、カメラを搭載した最小のオーニソプターであるDelFly Microを開発した。これは、2005年に開始されたDelFlyプロジェクトの3番目のバージョン。モデル化されたこのバージョンのサイズは10cm、重さは3g、トンボよりわずかに大きい（そして騒々しい）。カメラの重要性は、DelFlyが直接見えないときのリモートコントロールが可能。ただし、このバージョンは屋内では十分に機能するが、まだ屋外でのテストは成功していない。以前のモデルであるDelFlyIとDelFlyIIの開発に参加した、ヴァーヘニンゲン大学の研究者デビッド・レンティンクは、昆虫の能力を模倣するには、エネルギー消費量が少なく、目だけでなく、ジャイロスコープや風センサーなどのセンサーが多数あるため、少なくとも半世紀はかかるとの事。尾がうまく設計されていれば、フライサイズのオーニソプターが可能であると言っている。デルフト工科大学のリック・ルイシンクは、バッテリーの重量を最大の問題として挙げている。 DelFlyマイクロのリチウムイオン電池は1グラムで、重量の3分の1を占めている。幸いなことに、この分野の開発は、他のさまざまな商業分野での需要により、依然として非常に急速に進んでいる。
ルイシンクによると、これらの技術の目的は、昆虫の飛行を理解し、コンクリートの隙間を飛んで地震の犠牲者を探したり、放射能で汚染された建物を探索したりするなどの実用的な用途を提供することである。スパイ機関や軍隊も、スパイやスカウトなどの小型ビークルの可能性を認識している。
ハーバード大学のロバート・ウッドは、わずか3cmのさらに小さなオーニソプターを開発したが、この航空機は、ワイヤーを介して動力を得るという点で自律的ではなかった。グループは2013年に制御されたホバリング飛行を達成し、2016年のさまざまなオーバーハングへの着陸と離陸を達成した(両方ともモーショントラッキング環境内)。
T-ホーク MAV 、ダクテッドファンのVTOLマイクロUAVは、米国のハネウェルによって開発され、2007年にサービスを開始した。このMAVは、米陸軍および米海軍の不発弾部門が路傍爆弾のエリアを検索し、ターゲットを検査するために使用される。この装置は、2011年の東北地方太平洋沖地震と津波の後、ビデオと放射能の測定値を提供するために、福島第一原子力発電所にも配備された。
2008年初頭に、ハネウェルは、実験的に国の空域でgMAVとして指定されたMAVを運用するためFAAの承認を受けた。gMAVは、このような承認を受ける4番目のMAVです。 ハネウェル gMAVは、リフトにダクト推力を使用して、垂直に離着陸し、ホバリングできる。同社によれば、「高速」前進飛行も可能であるが、性能数値は発表されていない。同社はまた、機械は人が運ぶのに十分軽いと述べている。もともとはDARPAプログラムの一部として開発されたもので、最初のアプリケーションはフロリダ州マイアミデイド郡の警察署で行われる予定。
2010年1月、台湾の淡江大学（TKU）は、8グラム、幅20センチ、羽ばたき翼のMAVの飛行高度の自律制御を実現した。TKUのMEMS（MICRO-ELECTRO-MECHANICAL SYSTEMS）ラボは数年前からMAVを開発しており、2007年にSpace and Flight Dynamics（SFD）ラボが自律飛行MAVの開発のための研究チームに加わった。SFDは、ほとんどのMAVには重すぎる従来のセンサーや計算デバイスの代わりに、ステレオビジョンシステムと地上局を組み合わせて飛行高度を制御し、自律飛行を実現した10g未満の最初の羽ばたき翼MAVである。
2012年、イギリス陸軍は歩兵の作戦を支援するために16グラムのブラック・ホーネット・ナノ無人航空機をアフガニスタンに配備している。